# سيرغي ليسينكو (لاعب كرة قدم)
سيرغي ليسينكو (بالروسية: Сергей Анатольевич Лысенко)‏ (1 سبتمبر 1976 - ) هو لاعب كرة قدم روسي في مركز الدفاع. لعب مع تشورنومورتس أوديسا ونادي سيسكا موسكو وتكستيلشيك كاميشين ‏.

## وصلات خارجية
- سيرغي ليسينكو (لاعب كرة قدم) على موقع الاتحاد الدولي (مؤرشف)  (الإنجليزية)